# 黎純宗
黎純宗（越南语：／；1699年3月16日—1735年6月5日），名黎維祥（越南语：／），又名黎維祜，是越南後黎朝第二十二代君主，1732年—1735年在位。

## 生平
黎純宗生於正和二十年二月十五日（1699年3月16日），是黎裕宗黎維禟長子。永慶四年（1732年）八月，鄭廢皇帝黎維祊為昏德公，改立黎維祥為帝，改元龍德，以生日為昌符聖節。
龍德四年閏四月十五日（1735年6月5日），黎維祥去世，得年三十七歲，廟號純宗，諡號寬和敦敏柔遜謹恪沈潛坦易簡皇帝，葬於平吳陵。事後，權臣鄭杠不擁立純宗之子黎維祧，反而立裕宗第十一子黎維祳為帝，是為懿宗。

## 評價
《大越史記全書》:帝天資純粋，端拱穆淸，雖亨祚日淺，終賴王家翊扶正統，神器歸于嗣君，帝王之業，傳之萬世。詩云：「受命不殆，在武丁孫子。」帝其以之。

## 家庭

### 兄弟
- 永慶帝（昏德公） 黎維祊（鄭氏所出）
- 黎懿宗 黎維祳
- 黎維
- 黎維

### 后宫
- 柔慎皇太后[5]陶氏，景兴三十六年（1775年）去世，谥柔慎皇太后，景兴四十四年（1783年），加谥柔慎慈寿安和皇太后[6]

### 子女
- 長子黎顯宗 黎維祧